# Cláudia Missura
Cláudia Missura (São Paulo, Brasil, 18 de enero de 1973) es una actriz brasileña de teatro, cine y televisión. Originaria de Sao José do Río Pardo, ha participado en varias telenovelas en su país, entre las que se encuentran A Grande Familia (2009), A Favorita (2008-2009) y Avenida Brasil (2012).
En 2001 protagonizó la película Domésticas, con la que sería galardonada como mejor actriz en el Recife Cinema Festival. En 2009, recibió el Premio de la Asociación Paulista de Críticos de Arte (APCA) y el Premio Femsa de Teatro Infantil y Joven por su trabajo en la obra de teatro O Menino Tereza.

## Carrera profesional

### Televisión
| Año       | Título           | Personaje              |
| --------- | ---------------- | ---------------------- |
| 2014      | Preciosa perla   | Doña Concepción        |
| 2012      | Avenida Brasil   | Janaína                |
| 2010      | Tempos Modernos  | Lavínnia Palumbo       |
| 2009      | Som E Fúria      | Asistente del Ministro |
| 2009      | A Grande Família | Maria Cláudia          |
| 2008      | La favorita      | Fafá                   |
| 2008      | Casos e Acasos   | Janete / Celeste       |
| 2004-2005 | A Diarista       | Floriana               |
| 1995      | A Idade da Loba  | Calu                   |

### Cine
| Año  | Título               | Personaje                 |
| ---- | -------------------- | ------------------------- |
| 2009 | A Menino da Porteira | Carolina                  |
| 2003 | Cristina Quer Casar  |                           |
| 2002 | O Príncipe           | Funcionaria de la clínica |
| 2001 | Domésticas           | Raimunda                  |

### Teatro
- 2006 - O Avarento.
- 2007 - Felizardo.
- 2009 - O Menino Tereza.
- 2009 - A Comédia dos Erros.
- 2011 - Sem Medida.